# Pavol Bilík
Pavol Bilík (17. listopadu 1916, Makov – 26. března 1944, Kežmarok) byl slovenský příslušník finanční stráže, kapitán in memoriam, účastník Slovenského národního povstání, protifašistický bojovník a aktivní lyžař-běžec.

## Životopis
Narodil se 17. listopadu 1916, v obci Makov. V letech 2. světové války byl členem finanční stráže ve Starém Smokovci. Byl také aktivním lyžařem – běžcem. V tomto sportu získal mnoho vítězství a cen, během Slovenského národního povstání působil jako partyzánská spojka. Dne 7. září 1944 byl německými vojáky zajat a uvězněn gestapem na Kežmarském hradě. Po výslechu a mučení gestapem byl 8. září 1944 na nádvoří hradu zastřelen. Pohřben je na hřbitově v Novém Smokovci. V roce 1946 byl povýšen do hodnosti kapitána a inspektora 1. třídy finanční stráže a vyznamenán Řádem Slovenského národního povstání 1. třídy, in memoriam. Jeho jméno nese Bilíkova chata na Hrebienku ve Vysokých Tatrách. Tabulka s jeho jménem je umístěna v sektoru G15, na symbolickém hřbitově u Popradského plesa.